# Nepinnotheres pinnotheres
Nepinnotheres pinnotheres is een krabbensoort uit de familie Pinnotheridae. De wetenschappelijke naam werd gepubliceerd in 1758 door Carl Linnaeus in de tiende editie van Systema naturae.